# 陝西等處承宣布政使司
陕西等處承宣布政使司，简称陕西布政（使）司，是明朝在汉水上游流域、渭河流域及以北地区和陇西等地的一级行政区名，下辖8府2直隶州20散州95县。布政使司衙门驻西安府。

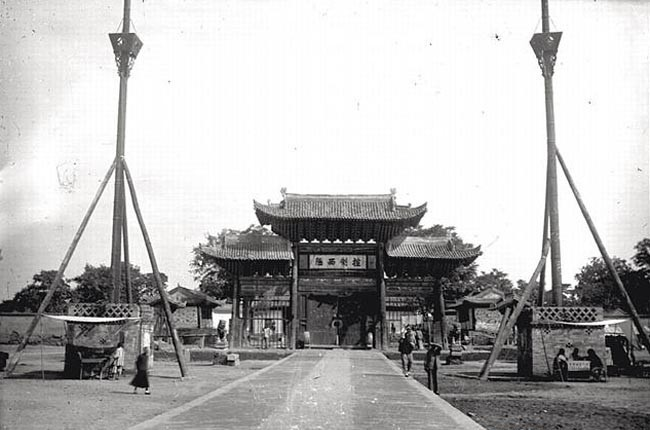
1907年的陝西布政使司衙門

## 沿革
陕西布政使司元属陕西行中书省、甘肃行中书省、宣政院辖地。洪武二年（1369年）奉元路改置西安府，同年置陕西行中书省，治西安府，辖西安府、凤翔府、巩昌府；同年延安路改置延安府来属；庆阳府、临洮府来属；三年（1370年）平凉府来属；同年兴元路改置汉中府来属；六年（1373年）置河州府；九年（1376年）陕西行省改置陕西承宣布政使司；十二年（1379年）河州府废；弘治三年（1490年）置灵州直隶州来属；万历二十三年（1595年）兴安州升兴安直隶州。

## 辖区

### 西安府
元为奉元路。洪武二年（1379年）改置西安府，同年属行省。崇祯十六年（永昌元年，1643年）李自成定为西京。
府直属县：长安县（附郭）、咸宁县（附郭）、咸阳县、泾阳县、兴平县、临潼县、渭南县、蓝田县、鄠县、盩厔县、高陵县、富平县、三原县、醴泉县
散州
- 华州

州属县：华阴县、蒲城县
- 商州

洪武七年（1374年）降为商县，成化十三年（1477年）复升为商州。
州属县：商南县、雒南县、山阳县、镇安县
- 同州

州属县：朝邑县、郃阳县、韩城县、澄城县、白水县
- 耀州

州属县：同官县
- 乾州

州属县：武功县、永寿县
- 邠州

元为直隶州。洪武二年（1369年）降为散州，改属西安府，并省倚郭新平县入州。
州属县：淳化县、三水县、长武县

### 凤翔府
元为直隶府。洪武二年（1369年）属行省。
府直属县：凤翔县（附郭）、岐山县、宝鸡县、扶风县、郿县、麟游县、汧阳县
散州
- 陇州[1]

元为直隶州，属巩昌总帅府。洪武二年（1369年）降为散州，改属凤翔府，并省倚郭汧源县入州。

### 汉中府
元为兴元路。洪武三年（1370年）改置兴元府，属行省，同年更名汉中府。
府直属县：南郑县（附郭）、褒城县、城固县、洋县、西乡县、凤县、沔县、大安县
散州
- 宁羌州

成化二十二年（1486年）析沔县于宁羌卫置宁羌州，来属汉中府。
州属县：略阳县

### 延安府
元为延安路。洪武二年（1369年）改置延安府，属行省。崇祯十六年（永昌元年，1643年）李自成更名天保府。
府直属县：肤施县（附郭）、安塞县、甘泉县、安定县、保安县、宜川县、延川县、延长县、青涧县
散州
- 鄜州

州属县：洛川县、中部县、宜君县
- 绥德州

洪武十年（1377年）废，后复置绥德州，仍属延安府。
州属县：米脂县
- 葭州

洪武七年（1374年）降为葭县，改属绥德州；十三年（1380年）复升为葭州，复改属延安府。
州属县：吴堡县、神木县、府谷县

### 庆阳府
元为直隶府，属巩昌总帅府。洪武二年（1369年）属行省。
府直属县：安化县（附郭）、合水县、环县、真宁县
散州
- 宁州

元为直隶州（无倚郭），属巩昌总帅府。洪武二年（1369年）降为散州，改属庆阳府。

### 平凉府
元为直隶府，属巩昌总帅府。洪武三年（1370年）属行省。
府直属县：平凉县（附郭）、崇信县、华亭县、镇原县、隆德县
散州
- 泾州

元为直隶州。洪武三年（1370年）降为散州，改属平凉府，自泾水北徙治皇甫店，并省倚郭泾川县入州。
州属县：灵台县
- 静宁州

元为直隶州（无倚郭），属巩昌总帅府。洪武三年（1370年）降为散州，改属平凉府。
州属县：庄浪县
- 固原州

元为开成县，为开成直隶州倚郭。洪武二年（1370年）废开成州，县改属平凉府；成化三年（1467年）县徙治固原所城，弘治十五年（1502年）升为固原州。
- 广安州

元属开成直隶州。洪武二年（1369年）省入开成县。

### 巩昌府
元为直隶府，属巩昌总帅府。洪武二年（1369年）属行省。
府直属县：陇西县（附郭）、安定县、会宁县、通渭县、漳县、宁远县、伏羌县、西和县、成县
散州
- 秦州

元为直隶州，属巩昌总帅府。洪武二年（1369年）降为散州，改属巩昌府，并省倚郭成纪县入州。
州属县：秦安县、清水县、礼县
- 阶州

元为直隶州（无倚郭），属巩昌总帅府。洪武四年（1371年）降为阶县，改属巩昌府；五年（1372年）自县东南坻龙冈上徙今治，十年（1377年）复升为阶州。
州属县：文县
- 徽州

元为直隶州（无倚郭），属巩昌总帅府。洪武十年（1377年）降为徽县，改属巩昌府；寻复升为徽州。
州属县：两当县

### 临洮府
元为直隶府，属巩昌总帅府。洪武三年（1370年）属行省。
府直属县：狄道县（附郭）、渭原县
散州
- 兰州

元为直隶州（无倚郭），属巩昌总帅府。洪武二年（1369年）降为兰县，改属临洮府；成化十三年（1477年）复升为兰州。
州属县：金县
- 河州

元为河州路（无倚郭），属吐蕃宣慰司。洪武四年（1371年）废，六年（1373年）置河州府，属行省；十二年（1379年）复废，成化九年末（1474年）置河州，改属临洮府。
州属县：定羌县、安乡县、宁河县

### 灵州直隸州
元朝时无倚郭县，属宁夏路。洪武三年（1370年）废，弘治三年（1490年）于灵州所城复置灵州直隶州，属布政司。

### 兴安直隸州
元朝时，为金州，无倚郭县，属兴元路。明自汉水北徙治汉水南，屬漢中府；万历十一年（1583年）徙治故城南二里，同年更名兴安州，二十三年（1395年）升为兴安直隶州，属布政司。
州属县：平利县、石泉县、洵阳县、汉阴县、白河县、紫阳县